# Judy Francesconi
Pour les articles homonymes, voir Judy et Francesconi.
Judy Francesconi, née le 11 mai 1957 à Huntington dans l'État de New York, est une photographe américaine.

## Biographie
Judy Francesconi est diplômée de l'université du Sud de la Californie en journalisme.
Elle est spécialisée dans l'érotisme saphique.
Elle travaille en noir et blanc ou en sépia. 
Ses images sont apparues dans des galeries d'art, des livres, des CD, des cartes postales, des cartes de vœux, des affiches et dans des publicités. 

### Calendriers lesbiens
En 1996, elle lance la mode des calendriers lesbiens avec Stolen Moments.